# Вебграф
Вебграф описує спрямовані посилання між сторінками Всесвітнього павутиння. Загалом, граф складається з кількох вершин, деякі з них з'єднані ребрами. В орієнтованому графі ребра є спрямованими лініями або дугами. Вебграф — це орієнтований граф, вершини якого відповідають сторінкам WWW, а орієнтоване ребро з'єднує сторінку X зі сторінкою Y, якщо на сторінці X існує гіперпосилання на сторінку Y.

## Властивості
- Розподіл степенів вебграфа дуже відрізняється від розподілу степенів класичної моделі випадкового графа, моделі Ердеша — Реньї[1]: в моделі Ердеша — Реньї існує дуже мало великих степенів вузлів відносно розподілу степенів вебграфа. Однак точний розподіл неясний[2]: він відносно добре описується логнормальним розподілом, а також моделлю Барабаші — Альберта для степеневих законів[3][4].
- Вебграф є прикладом безмасштабної мережі.

## Додатки
Вебграф використовують для:
- обчислення PageRank[5] вебсторінок;
- обчислення персоналізованого PageRank[6];
- виявлення вебсторінок подібної тематики лише за допомогою теоретико-графових властивостей, як-от спільне цитування[7];
- а також визначення посредників і авторитетів в інтернеті для алгоритму HITS.